# Главные архитекторы Бреста
В список включены архитекторы, занимавшие должность главного архитектора города Бреста. В списке отражены период работы на посту главного архитектора, а также основные достижения архитекторов во время пребывания на этой должности. Список не полный.

## Городские архитекторы
| Имя                                 | Фотография | Годы жизни | Период работы                                 | Заметки |
| ----------------------------------- | ---------- | ---------- | --------------------------------------------- | ------- |
| Петр Поликарпов                     |            | 1820 — ?   | Гор арх не ранее 1843 г. — не позднее 1851 г. |         |
| Мстислав Михайлович Барташевский    |            | неизвестно | Гор арх в 1870 - 1872 гг.                     |         |
| Константин Александрович Уведенский |            | 1851 — ?   | Гор арх в 1872-1875 гг.                       |         |
| А. В. Горбачев                      |            |            | Гор арх в течение 1963 года                   |         |
| Геннадий Петрович Чистяков          |            |            | Гор арх не ранее 1981 г. — не позднее 1891 г. |         |
| Олег Васильевич Ляшук               |            |            | Гор арх 1995/1996 — 31 июля 2014 г.           |         |
| Николаев Николаевич Уласюк          |            |            | Гор арх с 1 сентября 2014 г.                  |         |